# Motörhead (Album)
Motörhead ist das offizielle Debütalbum der britischen Heavy-Metal-Band Motörhead. Es wurde im August 1977 von Chiswick Records veröffentlicht und erreichte Platz 43 der britischen Albumcharts. Es erhielt 1986 in Großbritannien Silber-Status für 60.000 verkaufte Einheiten.

## Entstehung
Nach den Aufnahmen zu On Parole und den Problemen mit United Artists Records verließ Gitarrist Larry Wallis die Band und wurde durch Eddie Clarke ersetzt. Im Sommer 1976 verschaffte Bandmanager Tony Secunda Motörhead einen Vertrag für eine Single mit Stiff Records und die Band nahm White Line Fever und Leaving Here auf. United Artists verhinderte jedoch die Veröffentlichung, weil Motörhead noch bei ihnen unter Vertrag stand. Ende 1976 entließ United Artists Motörhead aus diesem Vertrag. Von Ende 1976 bis Anfang 1977 spielte die Band einige wenige Shows und beschloss im April 1977, sich aufzulösen. Zum Abschiedskonzert im Marquee Club in London war Ted Carroll von Chiswick Records anwesend und bot Motörhead nach dem Auftritt einen Plattenvertrag an. Carroll buchte das Escape Studio in Kent für zwei Tage, damit die Band eine Single aufnehmen konnte, produziert von John „Speedy“ Keen (ex-Thunderclap Newman). Statt der Single nahm Motörhead für insgesamt elf Lieder die Basisspuren auf, allerdings ohne Gesang. Ted Carroll zeigte sich von den Aufnahmen begeistert und räumte der Band einige weitere Tage ein, um den Gesang und weitere Stücke für ein vollständiges Studioalbum aufzunehmen.
Am Ende der Aufnahmesessions hatte Motörhead insgesamt 13 Titel aufgenommen, ein Großteil waren Neueinspielungen von Titeln von On Parole (Titel 1 bis 4 und 7). Hinzu kamen das bereits für Stiff Records aufgenommene White Line Fever und mit Keep Us On the Road ein weiteres neues Stück. Der letzte Titel des Albums The Train Kept a Rollin’ ist eine Coverversion eines Stückes, das Tiny Bradshaw in den 1940ern geschrieben hatte. Die verbliebenen fünf Stücke waren City Kids, On Parole und das Instrumental Instro sowie eine Coverversion von ZZ Top (Beer Drinkers and Hell Raisers vom 1973er Album Tres Hombres) und I’m Your Witchdoctor von John Mayall. Diese wurden bis auf City Kids 1980 als EP mit dem Titel Beer Drinkers and Hell Raisers veröffentlicht.

## Titelliste
1. Motörhead (Kilmister) – 3:10
2. Vibrator (Wallis) – 3:36
3. Lost Johnny (Farren, Kilmister) – 4:13
4. Iron Horse/Born to Lose (Brown, Lawrence, Taylor) – 5:20
5. White Line Fever (Clarke, Kilmister, Taylor) – 2:36
6. Keep Us on the Road (Clarke, Farren, Kilmister, Taylor) – 5:55
7. The Watcher (Kilmister) – 4:26
8. The Train Kept a Rollin’ (Bradshaw, Kay, Mann) – 3:15

## Kritiken
Alex Ogg von Allmusic beschreibt die Musik des Albums als „Rock ’n’ Roll, wie man ihn noch nie zuvor gehört hatte“ und meint, dass Motörhead mit dem Album den Grundstein für den Sound der Band gelegt habe: Lemmys rauer Gesang und eine rasend schnelle Wand aus Gitarre, Schlagzeug und Bass. Das Rock Hard meint, dass Motörhead ein „völlig eigenständiger Bastard aus Rock ’n’ Roll und Punk“ sei, der zeige, „zu welchen Meisterleistungen die Band … fähig sein wird“.